# Geografie Jižní Koreje

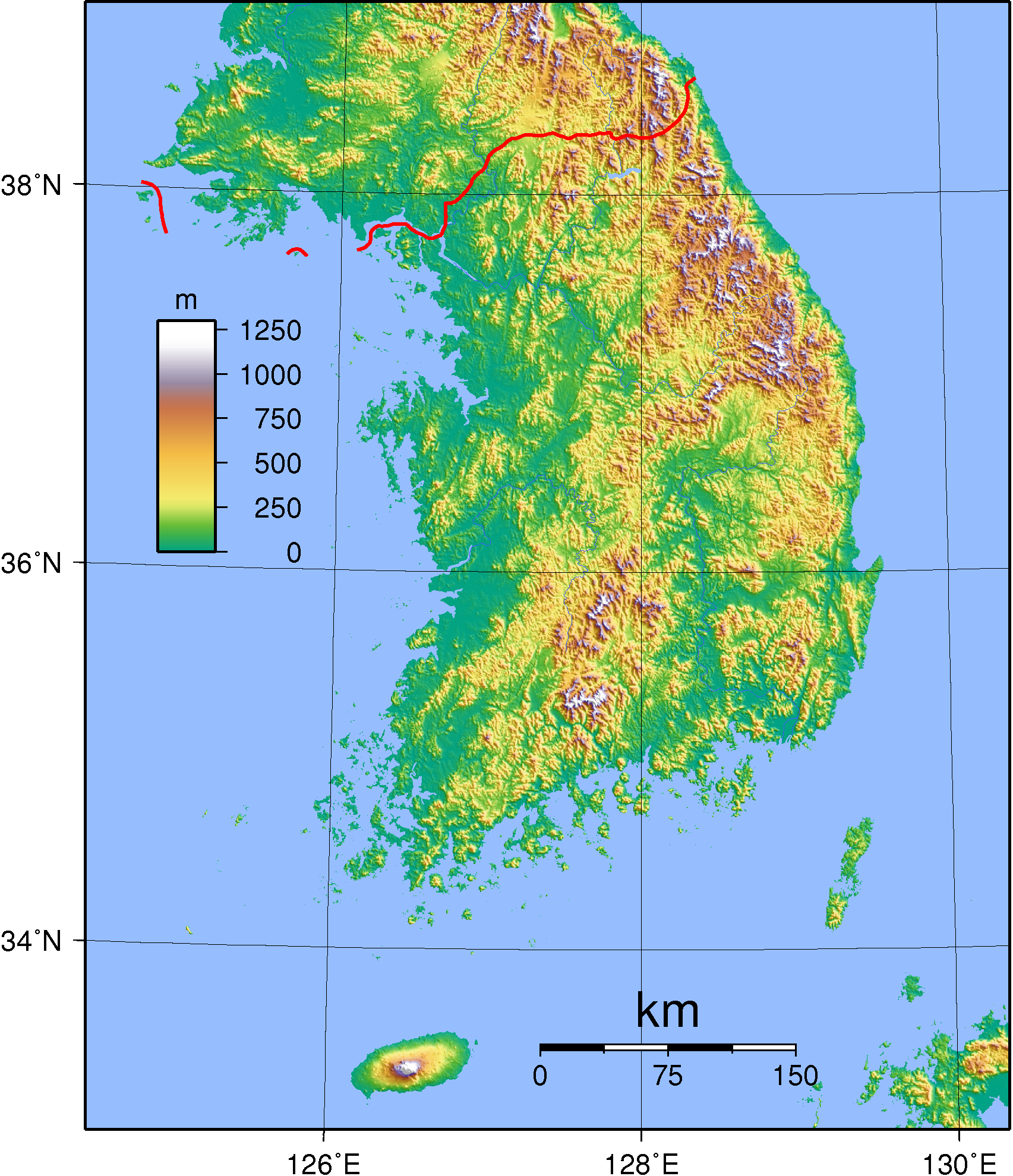
Topografická mapa Jižní Koreje

Jižní Korea na mapě světa

Jižní Korea se geograficky nachází v jižní části Korejského poloostrova a v severovýchodní části asijského kontinentu.
Jižní Korea má 51,749 milionů obyvatel (k roku 2021).
Jižní Korea má kontinentální monzunové klima se čtyřmi ročními obdobími. Zima je chladná a suchá kvůli proudění ze Sibiře, léto je teplé a vlhké kvůli jihovýchodnímu monzunu, jaro a podzim jsou krátké. Srážky se v Jižní Koreji objevují hlavně v období dešťů (od června do září).
Jižní Korea má širokou škálu nerostných zdrojů, ale s malým podílem cenných nerostů. Suroviny se především dovážejí, míra soběstačnosti je 10 %.
V Jižní Koreji se nevyskytuje ropa. Mezi kovy s poměrně velkými zásobami patří především zlato, stříbro, měď, molybden, olovo, zinek, hořčík, wolfram, antimon, cín atd. Vysoké zásoby mají v zemi také baryt, slída, fluorit a kaolin.

## Poloha a povrch

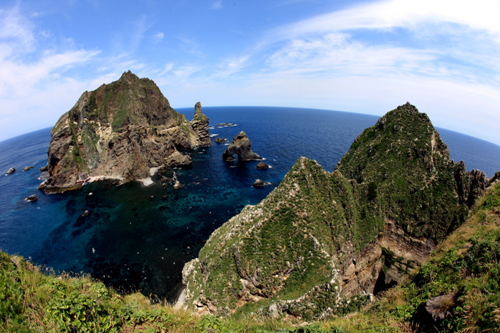
Tokdo

Jižní Korea se geograficky nachází mezi 33. a 43. rovnoběžkou severní šířky a 124. a 131. poledníkem východní délky. Je ze tří stran obklopena mořem. Na severu sousedí s Korejskou lidově demokratickou republikou, na západě s Čínou a na východě a jihovýchodě s Japonskem. Má rozlohu 100 413 kilometrů čtverečních, což představuje přibližně 45 % celkové rozlohy Korejského poloostrova.
Dvě třetiny rozlohy pokrývají hory, roviny tvoří asi 18,5 %. Většina řek v zemi se vlévá do Žlutého moře a Korejského průlivu, přes západní nebo jižní kontinentální svah. 67 % půdy zabírají lesy a 21 % tvoří zemědělská půda. Pobřeží je dlouhé asi 5259 kilometrů.
Jižní Korea a Spojené státy americké kontrolují pět ostrovů ve Žlutém moři.
Dalším územím je souostroví Tokdo. Tokdo několikrát zabrala japonská vojska, v současnosti (2024) je zcela pod kontrolou Jižní Koreje.
Jižní Korea také vede s Čínou spor o vlastnictví útesu Su-jen.
Nejvýchodnější bod je již zmíněné souostroví Tokdo, nejzápadnější bod je Pängnjŏngdo, nejsevernější bod je Kosong a nejjižnější bod je ostrov Marado.

## Flóra
Dvě třetiny země jsou pokryty lesy. Lesní oblasti jsou soustředěny především v horách.
Na jihu země jsou stálezelené lesy.

## Fauna
Stavy zvířat v zemi klesly kvůli nekontrolovanému lovu a růstu lidské populace.
Chráněná území zabírají 2,6 % rozlohy země.